# Santiurde de Toranzo
Santiurde de Toranzo es un municipio español de la comunidad autónoma de Cantabria. Limita al norte con Santa María de Cayón, Castañeda y Puente Viesgo, al sur con Vega de Pas y Luena, al oeste con Corvera de Toranzo y al este con los municipios de Villafufre y Villacarriedo. Se encuentra ubicado en la comarca de los Valles Pasiegos y por su territorio discurre el río Pas.
Formó parte del Valle de Toranzo junto a Luena, Corvera de Toranzo y Puente Viesgo, hasta la constitución de los ayuntamientos constitucionales, dentro de la Merindad de Asturias de Santillana.

## Economía
Un 18,7 % de la población del municipio se dedica al sector primario, un 20,1 % a la construcción, un 21,9 % a la industria y un 39,3 % al sector terciario. En el municipio la tasa de actividad es de 43,3 % y la tasa de paro es de 11,1 %, mientras que la media en Cantabria está en torno al 52,5 % y 14,2 % respectivamente. Predomina por tanto en el municipio el sector servicios.

## Demografía
Santiurde de Toranzo cuenta con una población de 1738 habitantes (INE 2024).
| Gráfica de evolución demográfica de Santiurde de Toranzo entre 1842 y 2021                                          |
| |
| Población de derecho según los censos de población del INE Población de hecho según los censos de población del INE |

## Cultura

### Patrimonio
Dentro de su patrimonio artístico, destacan tres bienes de interés cultural con categoría de monumento:
- la iglesia de Santa Cecilia de Villasevil, que conserva un ábside románico.
- la Iglesia parroquial de La Asunción en Acereda.
- Torre de Villegas en Villasevil.

Además, hay un Bien de interés local, el Santuario de Nuestra Señora del Soto, en Iruz.

## Administración y política

### Gobierno municipal
Víctor Manuel (PP) es el actual alcalde del municipio.
| Partido político                         | 2023  | 2023  | 2023       | 2019  | 2019  | 2019       | 2015  | 2015  | 2015       | 2011  | 2011  | 2011       | 2007  | 2007  | 2007       | 2003  | 2003  | 2003       |
| Partido político                         | Votos | %     | Concejales | Votos | %     | Concejales | Votos | %     | Concejales | Votos | %     | Concejales | Votos | %     | Concejales | Votos | %     | Concejales |
| Partido Popular (PP)                     | 889   | 71,40 | 7          | 646   | 51,92 | 6          | 368   | 30,51 | 3          | 557   | 44,99 | 4          | 586   | 50,65 | 5          | 680   | 57,58 | 5          |
| Partido Regionalista de Cantabria (PRC)  | 250   | 20,08 | 2          | 412   | 33,11 | 3          | 552   | 45,77 | 4          | 455   | 36,75 | 4          | 347   | 29,99 | 3          | 249   | 21,08 | 2          |
| Partido Socialista Obrero Español (PSOE) | 90    | 7,22  | 0          | 87    | 6,99  | 0          | 270   | 22,39 | 2          | 208   | 16,80 | 1          | 218   | 18,84 | 1          | 236   | 19,98 | 2          |

### Organización territorial
- Acereda
- Bárcena
- Iruz
- Pando
- Penilla
- San Martín
- Santiurde de Toranzo (capital)
- Vejorís
- Villasevil

## Personas destacadas
- Francisco Gómez de Quevedo Villegas y Santibáñez Cevallos, conocido como Francisco de Quevedo,: (1580-1645) Escritor español del Siglo de Oro.